# Forti Corse
La Forti Corse è stata una squadra motoristica italiana con sede nella città di Alessandria.
Fondata nel 1977 da Guido Forti (1940-2013) e Paolo Guerci, prese parte a varie competizioni minori per vetture monoposto, nonché ai campionati di Formula 1 1995 e 1996, correndo 23 Gran Premi senza mai ottenere punti.

## Storia

### Le formule minori

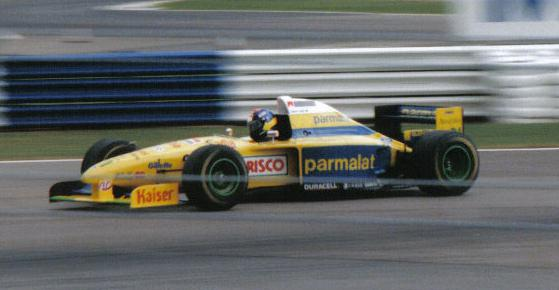
Pedro Paulo Diniz alla guida della sua Forti nel 1995

La Forti Corse partecipò per la prima volta a un campionato automobilistico nel 1977, nella Formula Ford 2000 italiana, vincendo il titolo all'esordio grazie al pilota Teo Fabi e alla vettura della Osella Corse, che in futuro avrebbero corso anche nella massima formula.
Passato alla F3 sudamericana il team raccolse qualche successo grazie all'argentino Oscar Larrauri, tanto che l'anno successivo, cioè nel 1980 la scuderia passò alla Formula 3 europea senza però ottenere risultati di rilievo. Negli anni seguenti la Forti partecipò a vari campionati di Formula 3 e nel 1985 lo svizzero Franco Forini vinse quello italiano, successo ripetuto nel 1987 da Enrico Bertaggia, nel 1988 da Emanuele Naspetti e nel 1989 da Gianni Morbidelli, che vinse anche il titolo europeo.
Dal 1987 Forti si era interessato anche alla Formula 3000 (in collaborazione con il team Venturini e vetture Dallara) e nel 1991 abbandonò la F3 per dedicarsi solo all'altra. I primi anni nella nuova categoria non furono buoni, dovuti sia all'inesperienza del team che a quella del costruttore del telaio, Dallara. Negli anni successivi si passò poi ai più competitivi telai Lola e Reynard e i risultati migliorarono. Nel 1989 vennero conquistati i primi punti e il primo podio, mentre nel 1990 Gianni Morbidelli vinse la prima corsa nella categoria.
I risultati migliori furono ottenuti nel biennio 1991-1992, quando Naspetti e Andrea Montermini vinsero sette gare e il team concluse terzo e secondo in classifica. Nel 1993, poi, Olivier Beretta vinse la prima gara stagionale (e l'ultima nella categoria per la squadra italiana). 
Un punto di svolta fu l'arrivo in organico del pilota brasiliano Pedro Paulo Diniz, dotato di un cospicuo patrimonio personale e di un ricco portafoglio di sponsor. Egli veicolò altresì l'interesse dell'uomo d'affari Pablo Gancia, il quale rilevò le quote azionarie del team detenute da Guerci; in tal modo la Forti cominciò a ragionare sull'opportunità di debuttare in Formula 1. Nel 1994 la casa italiana corse la sua ultima stagione in Formula 3000, ma i risultati furono deludenti e non andò mai oltre un terzo posto con Hideki Noda.

### Formula 1
Le solide basi finanziarie garantite dagli sponsor personali di Diniz e dai capitali di Gancia consentirono al team di disporre di un budget di circa 7.5 milioni di sterline e di tentare, nel 1995, il "grande salto" nella massima categoria a ruote scoperte. La progettazione della vettura venne affidata a Sergio Rinland e Giorgio Stirano, mentre come secondo pilota fu assunto un altro brasiliano, Roberto Moreno.

Complici diverse scelte progettuali obsolete (quale ad esempio l'adozione di un cambio sequenziale con innesto manuale, laddove l'uso del cambio automatico era ormai prassi consolidata), la FG01-95 risultò essere una vettura lenta e caratterizzata da una scarsa efficienza aerodinamica.

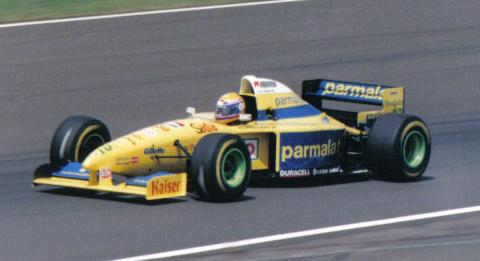
Roberto Moreno impegnato con la Forti nel 1995 a Silverstone.

Sia nei test che nelle prime gare le vetture del team italiano, seppur affidabili, erano spesso relegate nelle posizioni di bassa classifica, con distacchi pesanti rispetto alle monoposto che le precedevano.
Dopo soli 3 Gran Premi, all’inizio di maggio, Sergio Rinland abbandonò il team. 
A metà stagione vennero apportate alcune modifiche alle vetture, tra cui l'adozione un nuovo musetto, che però non produssero evidenti miglioramenti. Nel tentativo di migliorare la situazione, negli ultimi tre Gran Premi della stagione il team pensò di sostituire Moreno con Hideki Noda, ma non si riuscì a trovare un accordo, sicché la coppia tutta brasiliana rimase al volante fino a fine anno. Il miglior risultato lo ottenne Diniz, che chiuse al settimo posto il GP d'Australia, staccato comunque di quattro giri dal vincitore Damon Hill e un giro dal sesto classificato (e ultimo in zona punti) Pedro Lamy.
Nel 1996 tuttavia la situazione economica del team si aggravò notevolmente: il passaggio di Diniz alla Ligier privò la Forti della maggior parte delle sue risorse finanziarie, riducendo ulteriormente la possibilità di realizzare una macchina competitiva. Vennero quindi assunti due piloti italiani: Luca Badoer e Andrea Montermini, mentre Cesare Fiorio venne nominato team manager. Per le prime gare della stagione venne usata la FG01b, semplice evoluzione della vettura precedente, che si rivelò molto lenta, tanto che nel primo GP dell'anno in Australia, sia Badoer che Montermini non riuscirono a qualificarsi, divenendo i primi piloti nella storia a essere esclusi per il nuovo limite del 107% del tempo della pole, fatto che si ripeté al Nurburgring; a partire dal Gran Premio di San Marino fu utilizzata la nuova Forti FG03, la quale al debutto si rivelò più competitiva della monoposto precedente, tanto da permettere a Badoer di girare su tempi vicini a quelli della Footwork di Ricardo Rosset, chiudendo la corsa al 10º posto. Montermini elogiò il comportamento della monoposto..

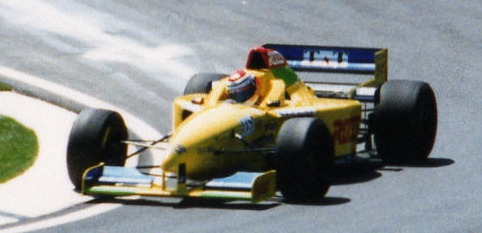
Montermini ad Imola nel 1996.

Nel Gran Premio di Montecarlo del 1996 ambedue le vetture si qualificarono; tuttavia Montermini non prese parte alla gara in quanto durante la sessione di prove straordinarie della domenica mattina (aggiunta per permettere ai piloti di prendere confidenza con la pista bagnata) andò a sbattere all'uscita del tunnel e danneggiò irrimediabilmente la vettura. Quel Gran Premio divenne poi famoso per aver visto solo quattro vetture al traguardo: se la Forti di Luca Badoer avesse "visto" la bandiera a scacchi, sarebbe verosimilmente entrata in zona punti. Il 30 Maggio di quell'anno il 51% delle azioni della Forti vennero cedute alla società irlandese Shannon e quindi, a partire dal Gran Premio di Spagna, venne utilizzata una nuova livrea verde e bianca in luogo del precedente giallo; tuttavia Guido Forti ben presto accusò la Shannon di non aver pagato le spettanze nei termini previsti, in quella che ben presto si rivelerà niente più che una truffa finanziaria. Non avendo più a disposizione abbastanza fondi e non ottenendo risultati utili, il team fu costretto a ritirarsi anticipatamente dal campionato: il Gran Premio di Gran Bretagna fu l'ultima partecipazione effettiva della squadra, che peraltro mancò la qualificazione alla gara con entrambi i piloti ; nel successivo appuntamento in Germania la Forti si presentò effettivamente all'autodromo, ma, non avendo saldato i debiti con la Cosworth, non riuscì a ottenere la fornitura dei motori per la gara, chiudendo così definitivamente la sua avventura in F1.

## Risultati in Formula 1
| Anno | Vettura          | Motore   | Gomme | Piloti |     |    |    |     |     |     |     |     |     |     |    |     |    |     |    |     |     | Punti | Pos. |
| ---- | ---------------- | -------- | ----- | ------ | --- | -- | -- | --- | --- | --- | --- | --- | --- | --- | -- | --- | -- | --- | -- | --- | --- | ----- | ---- |
| 1995 | FG01-95 FG01-95B | Ford EDD | G     | Diniz  | 10  | NC | NC | Rit | 10  | Rit | Rit | Rit | Rit | Rit | 13 | 9   | 16 | 13  | 17 | Rit | 7   | 0     | 11º  |
| 1995 | FG01-95 FG01-95B | Ford EDD | G     | Moreno | Rit | NC | NC | Rit | Rit | Rit | 16  | Rit | Rit | Rit | 14 | Rit | 17 | Rit | 16 | Rit | Rit | 0     | 11º  |

| Anno | Vettura          | Motore   | Gomme | Piloti     |    |     |     |    |    |     |    |     |     |    |     |  |  |  |  |  |  | Punti | Pos. |
| ---- | ---------------- | -------- | ----- | ---------- | -- | --- | --- | -- | -- | --- | -- | --- | --- | -- | --- |  |  |  |  |  |  | ----- | ---- |
| 1996 | FG01-95B FG03-96 | Ford EDD | G     | Badoer     | NQ | 11  | Rit | NQ | 10 | Rit | NQ | Rit | Rit | NQ | NPR |  |  |  |  |  |  | 0     | 11º  |
| 1996 | FG01-95B FG03-96 | Ford EDD | G     | Montermini | NQ | Rit | 10  | NQ | NQ | NP  | NQ | Rit | Rit | NQ | NPR |  |  |  |  |  |  | 0     | 11º  |

| Legenda | 1º posto     | 2º posto | 3º posto    | A punti         | Senza punti/Non class.  | Grassetto – Pole position Corsivo – Giro più veloce |
| Legenda | Squalificato | Ritirato | Non partito | Non qualificato | Solo prove/Terzo pilota | Grassetto – Pole position Corsivo – Giro più veloce |